# ایدث هامفری
ادیث الن هامفری (انگلیسی: Edith Humphrey; ۱۱ سپتامبر ۱۸۷۵ – ۲۵ فوریهٔ ۱۹۷۸ (۱۰۲ سال)) شیمیدان معدنی بریتانیایی بود که تحقیقات پیشگامانه‌ای در زمینه شیمی کوئوردیناسیون تحت نظر آلفرد ورنر در دانشگاه زوریخ انجام داد. او به عنوان اولین زن بریتانیایی شناخته می‌شود که موفق به اخذ مدرک دکترای شیمی شد و همچنین اولین شیمیدانی بود که یک کمپلکس معدنی کایرال را سنتز کرد.
در هشتم آوریل ۱۹۹۱، به مناسبت صد و پنجاهمین سالگرد تأسیس انجمن سلطنتی شیمی (RSC)، کمیته شیمی سوئیس نمونه‌ای از کریستال‌های سنتز شده توسط هامفری برای دکترای خود را همراه با طیف CD مدرن از محلول یک کریستال برای آنها ارسال کرد. این جعبه حاوی کریستال‌ها همچنان در سالن نمایشگاه RSC در معرض دید است.

## اوایل زندگی و تحصیلات
ادیث هامفری در ۱۱ سپتامبر ۱۸۷۵ در شماره ۴۱ خیابان لیس مور، کنیش تاون لندن متولد شد. او کوچک‌ترین فرزند از میان هفت فرزند جان چارلز هامفری (۱۸۳۳–۱۹۰۳) و لوئیزا (با نام خانوادگی فراست، ۱۸۳۱–۱۹۱۱) بود. مادرش پیش از ازدواج خیاط بود و پدرش منشی هیئت مدیره متروپولیتن لندن و بعداً شورای شهر لندن بود.
جان هامفری که خود در شرایط مالی دشواری بزرگ شده بود (پدرش کفاش بود)، حامی جدی تحصیلات برای تمام فرزندانش، اعم از دختر و پسر بود. ادیث در یک خانواده طبقه متوسط در کنیش تاون لندن بزرگ شد. دو خواهر بزرگترش معلم شدند و برادرانش، از جمله هربرت آلفرد هامفری (۱۸۶۸–۱۹۵۱) مخترع پمپ هامفری و ویلیام هامفری (۱۸۶۳–۱۸۹۸) رئیس کالج فوراً بی در فریتاون، سیرالئون، همگی تا مقطع دانشگاهی تحصیل کردند.
هافری در مدرسه دخترانه کمدن و سپس از سال ۱۸۹۱ در مدرسه نورث لندن کالجییت (یکی از اولین مدارس دخترانه در بریتانیا که علوم را در برنامه درسی گنجانده بود) تحصیل کرد. هر دو مدرسه توسط فرانسیس باس تأسیس شده بودند.
از سال ۱۸۹۳ تا ۱۸۹۷، هامفری با دریافت بورسیه سالانه ۶۰ پوندی در کالج بدفورد لندن شیمی (و فیزیک) خواند. پس از اتمام دوره لیسانس، برای تحصیل در مقطع دکترا در دانشگاه زوریخ اقدام کرد.

## تحقیقات پسادکتری
در ۱۷ اکتبر ۱۸۹۸، هامفری در رشته شیمی دانشگاه زوریخ ثبت نام کرد. او به گروه رو به رشد دانشجویان آلفرد ورنر پیوست که در آزمایشگاه‌های زیرزمینی نامناسبی به نام «کاتاکومبن» (قبرستان زیرزمینی) کار می‌کردند. هامفری بورسیه سه ساله سالانه ۶۰ پوندی از هیئت آموزش فنی شورای شهر لندن دریافت کرده بود، اما تحصیل در سوئیس پرهزینه بود و هامفری در تنگنای مالی قرار داشت.
ورنر که استعداد هامفری را تشخیص داده بود، او را به عنوان دستیار خود منصوب کرد و به این ترتیب هامفری اولین زنی شد که این سمت را به دست آورد. هامفری سختکوش بود، اما خاطراتش از آن دوره نشان می‌دهد که از زندگی اجتماعی چندان رضایتی نداشت. هافری «اولین دانشجویی بود که موفق به تهیه اولین سری جدید کمپلکس‌های کبالت ایزومر هندسی ورنر شد - دسته‌ای از ترکیبات که نقش کلیدی در توسعه و اثبات نظریه کوئوردیناسیون او داشتند.» یکی از این ترکیبات، سیس-بیس (اتیلن دی آمین) دی نیترو کبالت (III) برماید، اولین سنتز یک کمپلکس کبالت کایرال هشت‌وجهی بود.
در سال ۱۹۹۱، کمیته شیمی سوئیس کریستال‌های کایرال هامفری را به انجمن سلطنتی شیمی اهدا کرد که اکنون در برلینگتون هاوس لندن نگهداری می‌شود. «چه تأسف‌بار است که در آن زمان اهمیت کار خانم هامفری شناخته نشد، زیرا در این صورت او مسئول ارائه مدرک غیرقابل انکاری برای اثبات درستی نظریه کوئوردیناسیون ورنر و در نتیجه اعطای جایزه نوبل به او می‌بود.» اگرچه یک مطالعه بعدی در مورد کیفیت نمونه‌ها تردید ایجاد کرده است، اما جایگاه هامفری به عنوان یک زن پیشگام در علم همچنان قابل توجه است.